# منتخب سلوفاكيا تحت 19 سنة لكرة القدم
منتخب سلوفاكيا تحت 19 سنة لكرة القدم هو ممثل سلوفاكيا الرسمي في المنافسات الدولية في كرة القدم في فئة كرة قدم للرجال تحت 19 سنة
، يديريه اتحاد سلوفاكيا لكرة القدم.